# Hintonella mexicana
Hintonella es un género monotípico de orquídeas. Su única especie:  Hintonella mexicana Ames (1938), es originaria del centro y sudoeste de México.

## Características
Es una orquídea diminuta de tamaño con hábitos de epífita y con pequeños pseudobulbos elipsoides a globosos con 3 a 4 vainas basales, y una sola hoja, apical, carnosa, semi-cilíndrica, surcada, unida a las hojas basales. Florece en el invierno y la primavera en una inflorescencia racemosa basal, arqueada de 2 cm de largo, que surge de un pseudobulbo maduro y tiene de 1 a 6 pequeñas flores, escasamente fragantes de larga duración. 

## Distribución y hábitat
Se encuentra en Jalisco, Guerrero, Morelos, Michoacán y Oaxaca de México en las laderas empinadas y arroyos en los bosques de pinos, encinos o densos bosques húmedos caducifolios de montaña en alturas de 1500 a 2200 metros.

## Taxonomía
Hintonella mexicana fue descrita por Oakes Ames y publicado en Botanical Museum Leaflets 6(9): 186, t. 1938.